# Dorfkirche Biggekerke

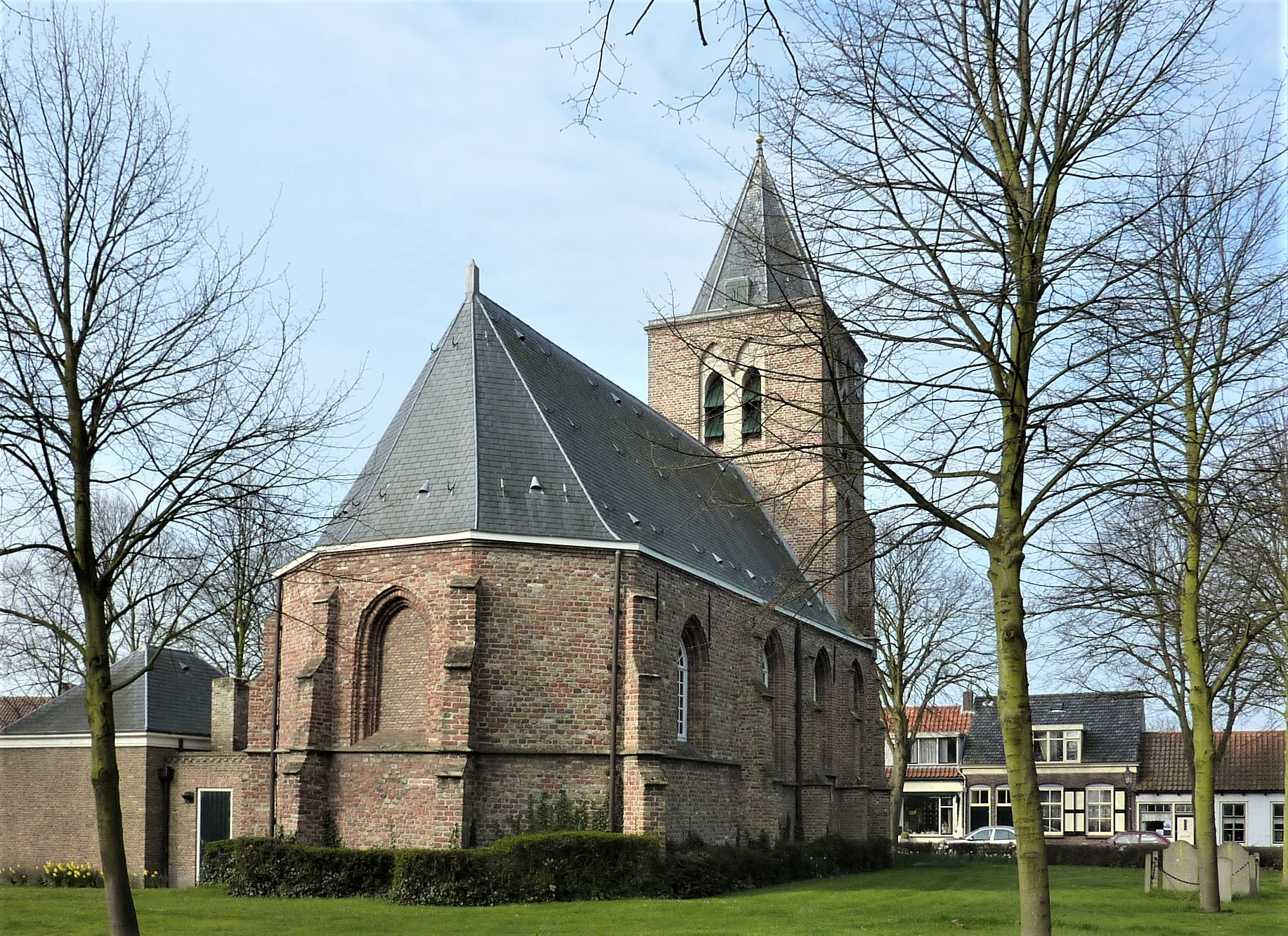
Die Dorpskerk in Biggekerke

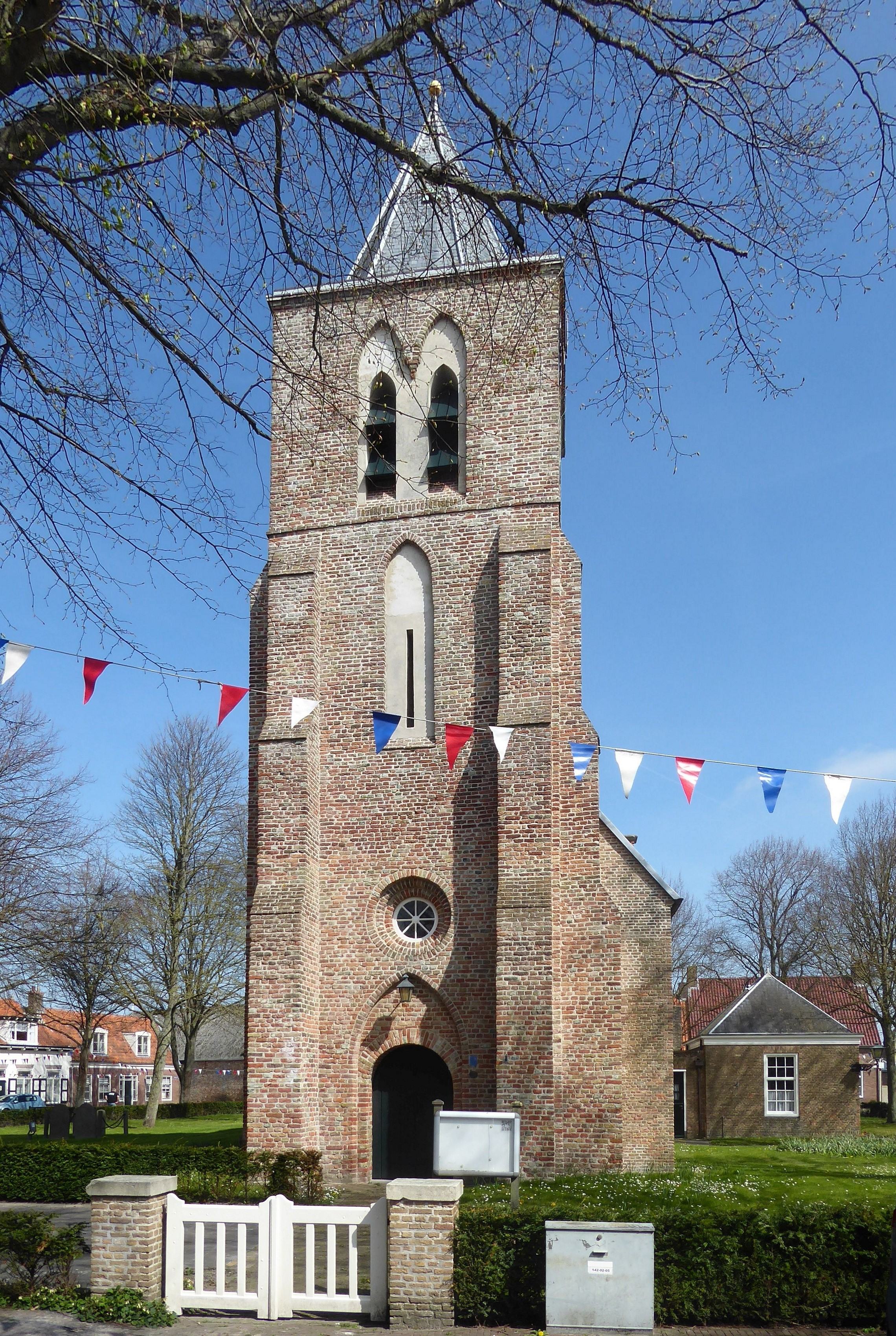
Blick zum Turm

Die Dorpskerk (deutsch Dorfkirche) ist ein Kirchengebäude der Protestantischen Kirche in den Niederlanden  in Biggekerke auf Walcheren in der Gemeinde Veere. Der Turm der Kirche sowie das Kirchenschiff sind als Rijksmonumente eingestuft.

## Geschichte
Biggekerke wurde vor 1231 vom Westmünster in Middelburg abgepfarrt. Bis zur Einführung der Reformation war die Kirche möglicherweise zu Ehren der heiligen Begga geweiht. Der Turm und der dreiseitig geschlossene Chor der gotischen Kirche wurden um 1400 errichtet, das Langhaus ist wahrscheinlich noch älter. Im Zuge des Achtzigjährigen Krieges wurde die Kirche zwischen 1572 und 1574 beschädigt und im 17. Jahrhundert wieder hergestellt. Bei einer Restaurierung 1957 wurde die Sakristei angebaut. Die Kirchengemeinde gehört heute zur unierten Protestantse Kerk in Nederland. Die Kirchengemeinde hat sich außerdem 1998 mit Meliskerke zu einer gemeinsamen Gemeinde zusammengeschlossen.

## Orgel
Die Orgel wurde 1971 von der Firma Fama & Raadgever (Maarssen) erbaut. Es handelt sich dabei um ein reines Orgelpositiv mit 6 Manualregistern (C–f3: Holpijp 8′, Prestant 4′, Roerfluit 4′, Octaaf 2′, Mixtuur, Sesquialter II) und angehängtem Pedal (C–d1). Die Trakturen sind mechanisch.